# Bebop och Rocksteady
Bebop och Rocksteady är två fiktiva rollfigurer i berättelserna om de muterade sköldpaddorna Teenage Mutant Ninja Turtles. Bebop och Rocksteady medverkar i 1987 och 2012 års tecknade TV-serier, i serietidningsversionerna Teenage Mutant Ninja Turtles Adventures och IDW-serierna samt de klassiska datorspelen. Namnen är även musikgenrer, bebop är en rytmisk och rapp form av jazz och rocksteady en övergång mellan ska och reggae.

## 1987 års tecknade TV-serie
Bebop och Rocksteady tillhörde ett kriminellt gäng som arbetade för Shredder och jagade nyhetsreporten April O'Neil då hon gjorde ett reportage om brottsligheten i New York. Bebop var en afroamerikan med tuppkam, Rocksteady en blond vit man. April O'Neil jagades i kloakerna av gänget, men hon stötte på sköldpaddorna som besegrade gänget i ett slagsmål.
Efter det gick Bebop och Rocksteady "frivilligt" med på ett experiment där Shredder använde mutagen till att göra Bebop till ett människovårtsvin och Rocksteady till en människonoshörning. Bebop och Rocksteady arbetar nästan alltid tillsammans. Under de första säsongerna av TV-serien är Bebop och Rocksteady utrustade med automatkarbiner, men under senare säsonger använder de laservapen från Dimension X. Dessutom använde de "gatustridsvapen" som knivar och basebollträ. Bebop och Rocksteadys mer moderna och västerländska vapenarsenal skiljer dem från både sköldpaddorna, Splinter, Shredder och övriga ninjas som alla använder traditionella ninjavapen.
Bebop och Rocksteadys sista medverkan är avslutningen av åttonde säsongen, Turtle Trek. I avsnittet förstör sköldpaddorna Teknodromens tankar, och den stannar i Dimension X för gott. Bebop och Rocksteady ses aldrig igen efter detta avsnitt, vilket dock Krang och Shredder gör under tionde och sista säsongen. Bebop och Rocksteady anses vara kvar någonstans i Dimension X.
Bebop och Rocksteadys röster spelades av Barry Gordon respektive Cam Clarke i den engelskspråkiga versionen. På svenska spelades de av Steve Kratz respektive Bosse Bergstrand (senare av Peter Sjöquist) i Media Dubbs version och av Kenneth Milldoff respektive Håkan Mohede i Sun Studios version.
Bebop och Rocksteady medverkar också i den animerade filmen Turtles Forever från 2009.

## Archieserierna
Bebop och Rocksteady medverkade i serietidningen, med samma ursprung. Då sköldpaddorna besegrat Shredder och hans gäng i 'Final Conflict' (nummer 13, på svenska även utgiven som "Slutstriden"), bannlystes Bebop och Rocksteady av Cherubae ("Mary Bones") till en av Edenvärldarna, planeter med vildmarker och naturligt djurliv, utan människor eller liknande varelser som kan förstöra deras frid.
Under nummer 23-25 blev Krang, som bannlysts till soptippsplaneten Morbus för brottslighet, vän med Slash och Bellybomb, och de stal en rymdfarkost och stack iväg till Jorden men stannade först på samma planet där Bebop och Rocksteady fanns. Bebop och Rocksteady följde med dem till Jorden. Men istället för att slåss mot sköldpaddorna lämnade de Krang och skurkarna och vandrade i stället runt på gatorna i New York. De rånade en klädaffär för att skaffa kläder, och en vapenhandel för några eldvapen. Sedan gick de till djurparken och sköt sönder burarnas galler, och släppte djuren fria. Just då sköldpaddorna lyckats besegra Krang (som tillfälligt tagit över Shredders kropp), anländer Bebop och Rocksteady med eldvapnen och alla djuren, som de skall ta tillbaka till samma planet. Sköldpaddorna kapitulerar och låter Bebop och Rocksteady åka iväg i rymdfarkosten, med djuren. Leonardo övertalar dem även att ta de besegrade Krang och Bellybomb tillbaka till Morbus i Dimension X (Slash har redan stuckit iväg och vandrar runt i staden). Bebop och Rocksteady gör detta och önskar sköldpaddorna farväl. Bebop and Rocksteady stannar sedan till på Morbus och släpper av Krang och Bellybomb där, innan de åker vidare tillbaka till den planet där de just varit. I avslutningen av nummer 25 tar Bebop och Rocksteady av sig kläderna och återvänder till det enkla livet i vildmarkerna.

## 2012
Bebop och Rocksteady förekommer även i 2012 års animerade TV-serie. Rocksteady heter där egentligen Ivan Steranko och är en rysk vapenhandlare medan Bebop är en yrkeskriminell tjuv vid namn 'Anton Zeck som använder sig av högteknologisk utrustning.
Rocksteadys röst läses av Fred Tatasciore medan Bebops av J.B Smoove.
Under femte säsongen av 2012 års serie stöter Bebop och Rocksteady på Shredder och Krang från 1987 års serie, som försöker erövra Jorden i båda verkligheterna, och förgöra båda verkligheternas sköldpaddorna. När de upptäcker att hela planeten är i fara övergår de till sköldpaddornas sida. När sköldpaddorna från 1987 års serie återvänder till sin verklighet, uppmanar de sin egen verklighets Bebop och Rocksteady att de kan göra sina egna livsval, och de två mutanterna börjar ompröva sina livsval.
När Nickelodeonseriens Rocksteady visar upp sina meriter innan han anslöt sig till Fotklanen visar det sig att han stred som volontär i Irak, inbördeskriget i Jugoslavien samt i Kongkrigen.

## IDW Publishing
Bebop och Rocksteady förekommer även i IDW-serietidningarna.

## Skapande
Bebop och Rocksteady utformades av Kevin Eastman och Peter Laird då de samutvecklade bakgrunden till 1987 års tecknade TV-serie tillsammans med Playmates som ville släppa fler figurer. De togs med i serien av manusförfattaren David Wise, efter instruktioner av Fred Wolf att "ta med fler mutanter i serien".

## Övriga medverkanden
I avsnittet "Fallen Angel" i 2003 års TV-serie medverkar två karaktärer som är kläda som och liknar Bebop och Rocksteady som människor. I avsnittet "Samurai Tourist" är Murakami Gennosuke klädd i identiska kläder.
I avsnittet "Future Shellshock" under Teenage Mutant Ninja Turtles: Fast Forward, en fortsättning på samma serie som utspelar sig år 2105, i ett framtida New York, blir Michelangelo kastad in framför vindrutan på en flygande bil av en brun humanoidgris med lila tuppkam och lila glasögon, som liknar Bebop.

## Datorspel
Bebop och Rocksteady medverkade båda i de flesta datorspelen baserade på 1987 års tecknade TV-serie. De är alltid nivåbossar, ofta tidigt i spelet och de är ofta enklare att besegra.
- I det första TMNT-spelet till NES stöter man på Bebop innan Rocksteady. I detta spel är Bebop egentligen en så kallad miniboss, medan Rocksteady är nivåboss.
- I det ursprungliga TMNT-arkadspelet möter man Rocksteady på första banan och Bebop på den andra, innan det blir returmöte med Rocksteady iannan man ger sig av för att rädda April. Ibland råkar Rocksteady och Bebop springa på varandra i sin jakt efter sköldpaddorna, vilket dock inte påverkar deras energi. Då spelet lanserades till NES ersattes returmötet med Rocksteady och Bebop med ett andra möte med Baxter Stockman, då som muterad fluga.
- I Teenage Mutant Ninja Turtles III: The Manhattan Project är Rocksteady den första nivåbossen och Bebop den tredje. I denna version är Bebop beväpnad med spikklubba och kedja.
- Rocksteady och Bebop medverkar inte i originalarkadversionen av Teenage Mutant Ninja Turtles: Turtles in Time. Dock medverkar de i SNES-adpationen. De medverkar tillsammans som en "dubbelboss", och medverkar på piratskeppet på banan Skull and Crossbones där tidsresan går till 1530, där i arkadversionen Tokka och Rahzar medverkade (Tokka och Rahzar blev minibossar i Teknodromen istället). Precis som i arkadversionen händer det ibland att de råkar springa på varandra, men här tar de dock själva skada. Det enda man egentligen behöver göra är att anfalla en av dem. För att spegla tids(rese)andan är de båda utklädda till pirater med rep och värja istället för eldvapen.
- Rocksteady medverkar som andra nivåbossen i Teenage Mutant Ninja Turtles: The Hyperstone Heist till Sega Mega Drive. Dock medverkar inte Bebop i detta spel.

## Actionfigurer
Rocksteady som actionfigur släpptes av Playmates Toys 1988 och var beväpnad med automatgevär (med ett kikarsikte) som påminde om USA:s armés M60 liksom en Bowiekniv, och ett kloaklock som sköld.
Bebop släpptes också som actionfigur samma år och var utrustad men en borrmaskin, en kniv och ett soptunnelock som sköld.